# Michele Carcano
Michele Carcano (Lodi, 1427 - Lodi, 20 de março de 1484, em latim: Michael de Carcanis de Mediolano), foi um pregador franciscano e italiano, beato da Igreja Católica, fundador da hospital Sant'Anna de Como e do sistema bancário Montepio.;

## Bibliographie
- Michele Carcano, Confessionale generale, Venezia, Otino Luna, 2015
- Maurizio Monti, Storia di Como, Como, Ostinelli, 1832 (reimpr. : Boulogne, Arnaldo Forni Editore, 1975).
- Paolo Maria Sevesi, Il beato Michele Carcano da Milano, Quaracchi, Collegio di San Bonaventura, 1911.
- P.P. Valugani, Il Beato Michele Carcano da Milano, Milan, Bertolotti, 1950.
- Filiberto Sabbadin, Il beato Michele Carcano da Milano nel quinto centenario della morte, Milano, sanctuaire d'Antoine de Padoue, 1985.
- Giovanni Ferrari, L'Ospedale Sant'Anna di Como nella storia della città, Côme, Comocuore, 2005.

## Outras imagens

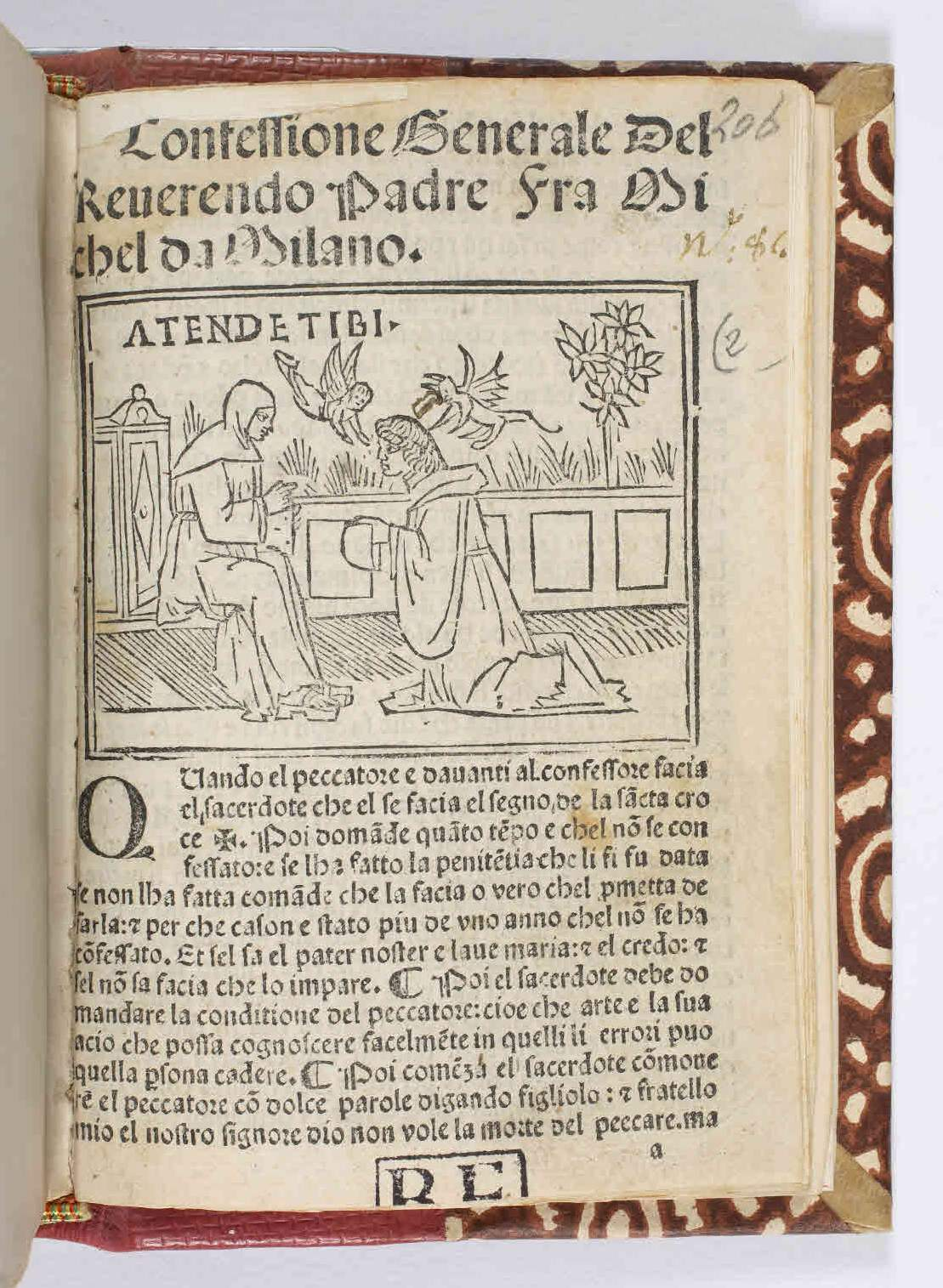
O Confessionale Generale, 1500
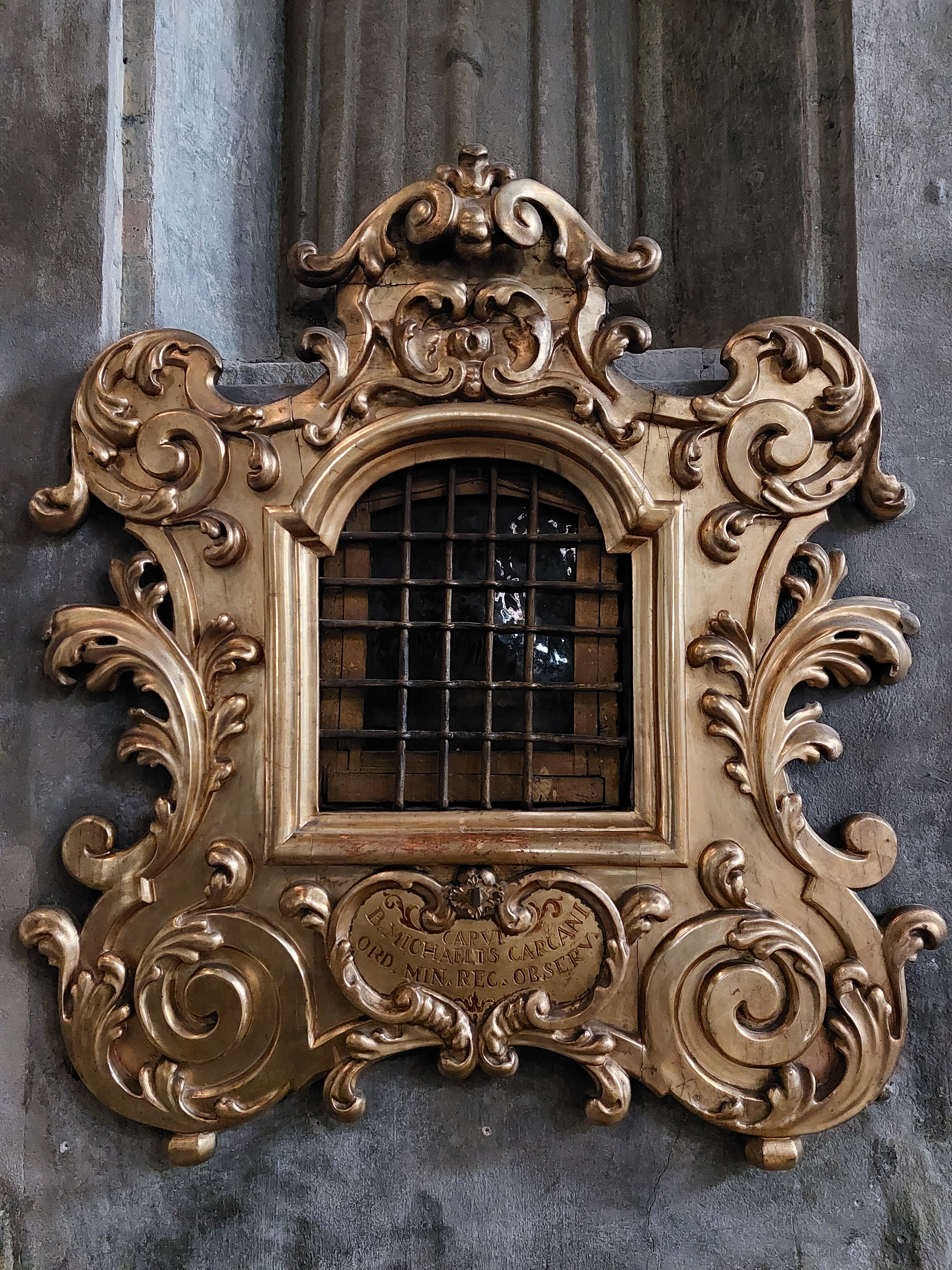
O nicho com barras de ferro onde està conservada a cabeça do beato Carcano, na igrreja de s. Francisco em Lodi.